# Sentenac d'Ost
Sentenac d'Ost (en francès Sentenac-d'Oust) és un municipi francès, situat a la regió d'Occitània, departament de l'Arieja.